# Most gradske vijećnice, Bilbao
Most Gradske vijećnice (baskijski: Udaletxeko zubia, španjolski: Puente del Ayuntamiento), prije poznat kao most Begoña (baskijski: Begoñako zubia), pokretni je most na ušću Bilbaa, koji povezuje okruge Gazteleku s desne strane i Abando s lijeve strane.

## Povijest
Krajem 1920-ih, Bilbao se proširio od ušća i izgrađen je most Begoña kako bi povezao središte grada s gradskom vijećnicom Bilbao i nedavno uključenom četvrti Begoña.
Grad je odlučio izgraditi pokretni most kako bi mogli prolaziti trgovački brodovi iz luke. Godine 1926. gradonačelnik Bilbaa, Federico Moyúa, poslao je arhitekta Ricarda Bastidu (1879. – 1953.) u Chicago na proučavanje pokretnih mostova. U to su vrijeme bili popularni konzolni mostovi. Bastida je u Chicagu uzeo nadahnuće u mostu Michigan Avenue koji je izgrađen 1920. Kad se vratio doma, Bastida je zadužio inženjere Ignacia Rotaetxea i Joséa Ortiza de Artiñana za izgradnju mosta.
Most koji je spajao ulicu Sendeja i ulicu Buenos Airesu početku se zvao most Begoña. Dizajniran 1929., njegova izgradnja započela je u listopadu 1933., a radove su izvele tvornice Euskalduna i Babcock & Wilcox.
Most je otvoren 12. prosinca 1934., ali je uništen 17. lipnja 1937. tijekom Španjolskog građanskog rata. Frankisti su sagradili privremeni most pomoću teglenica i ubrzo su započeli radove na obnovi mosta. Ponovno je otvoren 1941. kao "Most generala Mola". Godine 1983. most je ponovno dobio svoje izvorno ime.
Godine 2021. most je bio podvrgnut tehničkoj inspekciji Gradskog vijeća Bilbaa, koja je potvrdila strukturalni integritet mosta.